# OpenEuler

## 简介
openEuler社区，全称为OpenAtom openEuler社区，是一个面向数字基础设施的操作系统的开源社区。简称openEuler或openEuler社区，由开放原子开源基金会孵化及运营。
openEuler操作系统支持服务器、云计算、边缘计算、嵌入式等应用场景，支持多样性计算，致力于提供安全、稳定、易用的操作系
统。通过为应用提供确定性保障能力，支持 OT 领域应用及 OT 与 ICT 的融合。
openEuler 社区通过开放的社区形式与全球的开发者共同构建一个开放、多元和架构包容的软件生态体系，孵化支持多种处理器架构、覆盖数字基础设施全场景，推动企业数字基础设施软硬件、应用生态繁荣发展。
截止至2023年6月，openEuler社区成员单位数量超过970家，社区下载量超145万。开发者超过1.4万，其活跃的全球贡献者成为继续推动openEuler全球化生态的可能。

## 技术生态
openEuler 作为一个操作系统发行版平台，每两年推出一个 LTS 版本。该版本为
企业级用户提供一个安全稳定可靠的操作系统。
openEuler 也是一个技术孵化器。通过每半年发布一个创新版，快速集成
openEuler 以及其他社区的最新技术成果，将社区验证成熟的特性逐步回合到发行版
中。这些新特性以单个开源项目的方式存在于社区，方便开发者获得源代码，也方便
其他开源社区使用。
社区中的最新技术成果持续合入社区发行版，社区发行版通过用户反馈反哺技
术，激发社区创新活力，从而不断孵化新技术。发行版平台和技术孵化器互相促进、
互相推动、牵引版本持续演进

## 支持周期
openEuler社区版本按照交付年份和月份进行版本号命名。例如，openEuler 20.09于2020年9月发布。
社区版本分为长期支持版本和创新版本。
•	长期支持版本：发布间隔周期定为2年，提供4年社区支持。社区首个LTS版本openEuler 20.03 LTS于20年3月发布，基于5.10内核的openEuler 22.03 LTS于22年3月发布。
•	社区创新版本：openEuler每隔6个月会发布一个社区创新版本，提供6个月社区支持。下一个社区创新版本将于2023年9月发布。

## 版本
| 版本                    | 架构                                                   | 应用场景                   | 发行时间 |
| ----------------------- | ------------------------------------------------------ | -------------------------- | -------- |
| openEuler 22.03 LTS SP2 | x86_64、AArch64、ARM32                                 | 服务器边缘计算云计算嵌入式 | 2023/6   |
| openEuler 23.03         | x86_64、AArch64、ARM32                                 | 服务器边缘计算云计算嵌入式 | 2023/3   |
| openEuler 22.03 LTS SP1 | x86_64、AArch64、ARM32                                 | 服务器边缘计算云计算嵌入式 | 2022/12  |
| openEuler 22.09         | x86_64、AArch64、RISC-V、ARM32                         | 服务器边缘计算云计算嵌入式 | 2022/9   |
| openEuler 22.03 LTS     | x86_64、AArch64、RISC-V、LoongArch64、PowerSW64、ARM32 | 服务器边缘计算云计算嵌入式 | 2022/3   |
| ...                     | ...                                                    | ...                        | ...      |